# Oenopia doublieri
Oenopia doublieri (syn. Hymenophorus doublieri) is een kever uit de familie van de lieveheersbeestjes (Coccinellidae). 
De soort komt voor in Zuidwest-Europa. De habitat bestaat uit naaldbos. De soort is niet bekend uit Nederland of België.
Het dier wordt 8 tot 9 millimeter lang.